# 卡查奥

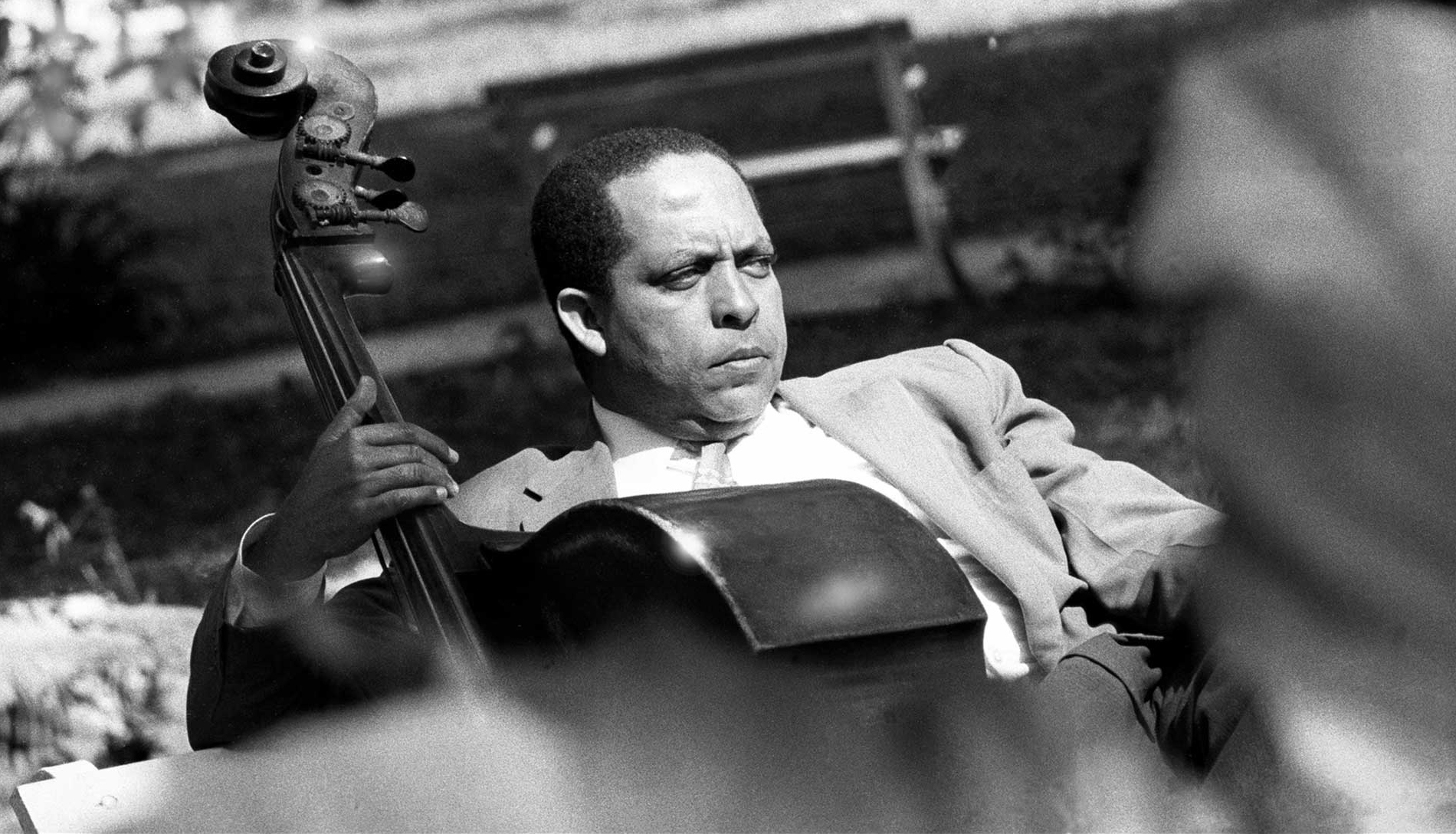
卡查奥

卡查奥 (1918年9月14日– 2008年3月22日)是一位古巴低音提琴手和作曲家。 卡查奥生于哈瓦那的一个音乐世家。他于1962年移民至西班牙，1963年移居美国。
20世纪70年代，卡查奥搬到拉斯维加斯，后来又搬到迈阿密。 20世纪90年代，演员安迪·加西亞 在一場音樂節上觀看了卡查奥的演出，然後邀請卡查奥推出专辑，而卡查奥憑藉自己之後推出的新專輯獲得多项葛萊美獎，並在好莱坞星光大道上留下了一颗星。 